# Odwach ratuszowy w Krakowie

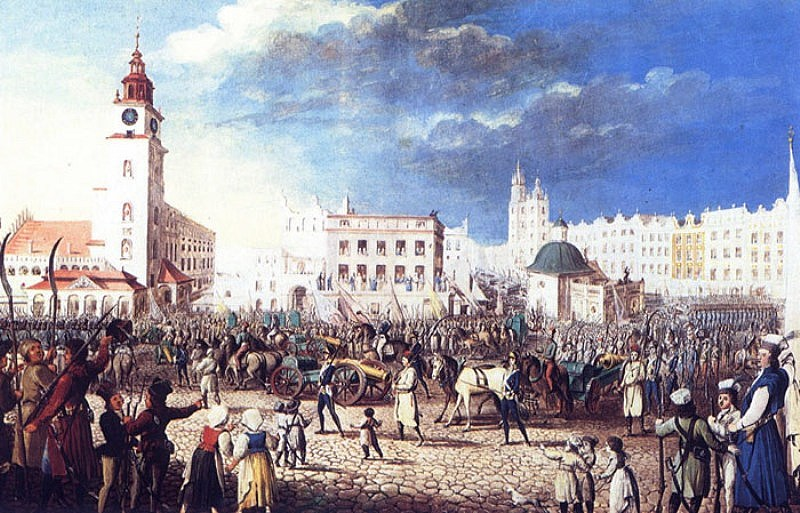
Stary (istniejący w latach 1782-1879), klasycystyczny odwach na obrazie Michała Stachowicza (stan z 1794)

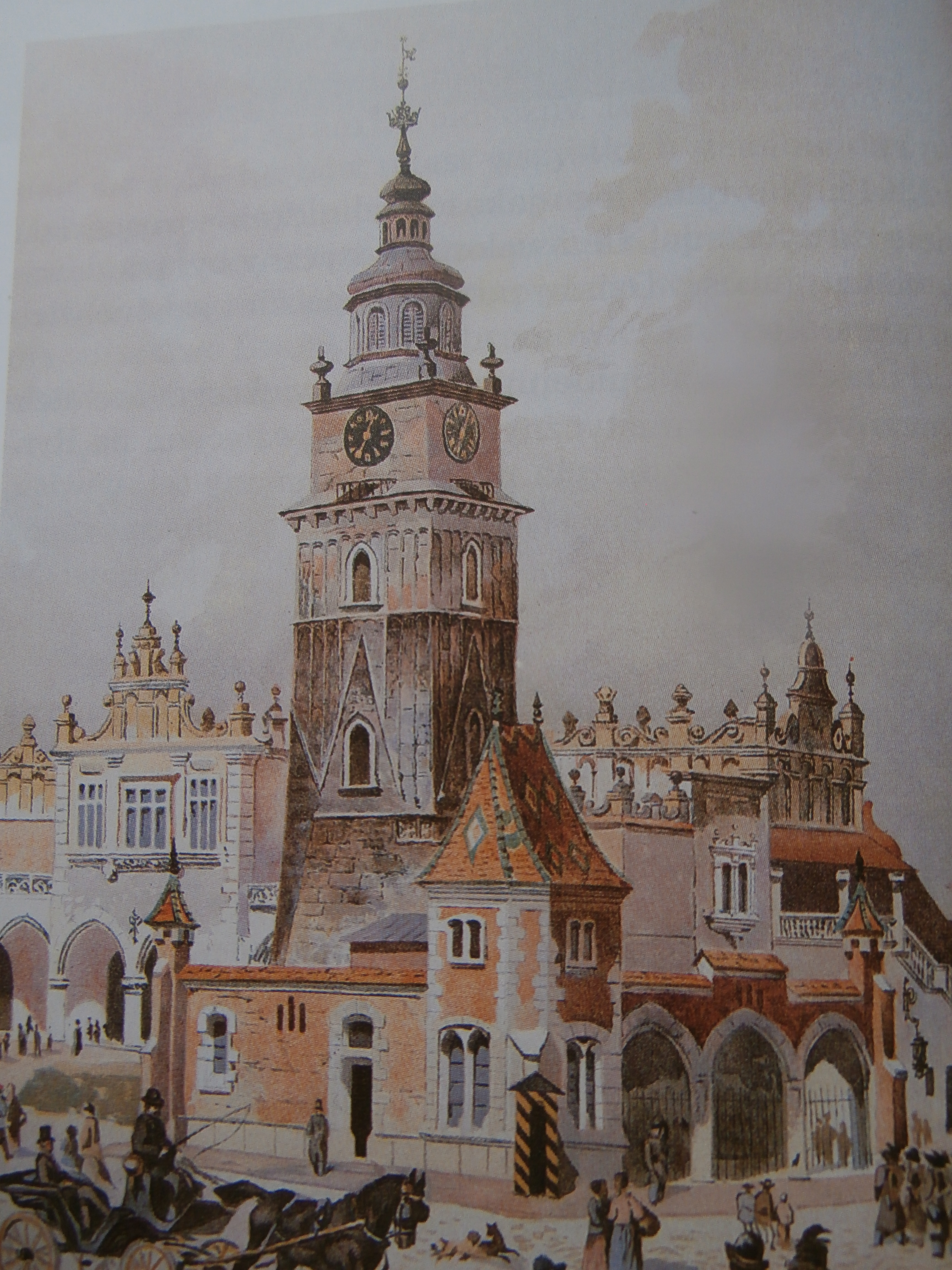
Nowy (istniejący w latach 1882-1946), neogotycki odwach na obrazie Stanisława Tondosa (stan z 1886)

Odwach Ratuszowy – wartownia zlokalizowana niegdyś na Rynku Głównym w Krakowie przy wieży ratuszowej, wybudowana w 1782, zburzona w 1879, odbudowana latach 1881–1882 i ponownie zburzona w 1946 roku.

## Historia
Wartownia została wzniesiona w 1782 dla polskiego garnizonu z polecenia gen. Józefa Wodzickiego, który pełnił funkcję wojskowego komendanta miasta. Odwach był parterowym budynkiem w stylu klasycystycznym. Posiadał niewielkie podwórko z arkadowymi wnękami na fasady. Miał otwarty na zewnątrz przedsionek, gdzie dyżurowali pełniący wartę żołnierze. Trójkątny tympanon odwachu zdobiła podobizna Orła Białego, wymalowana na dużej drewnianej tarczy. Wewnątrz strażnicy znajdowało się kilka izb przeznaczonych dla wartowników oraz areszt, w którym przetrzymywano tymczasowo aresztowanych lub zatrzymanych na ulicy podejrzanych osobników. Zlokalizowano go po stronie południowej wieży ratuszowej, czyli od strony ul. Wiślnej oraz ul. Brackiej. Po wyburzeniu zabudowań ratuszowych oraz spichlerza w latach 1817-1820, wartownia pozostała razem z wieżą ratuszową. Przy wartowni znajdował się areszt. Odwach został rozbudowany początkowo w 1829, kiedy to pełnił już cywilne funkcje. Na początku XIX wieku wojskową wartownię przeniesiono do budynku Wielkiej Wagi, ale pierwotny odwach służył jeszcze przez pewien czas celom wojskowym. Było tak w 1809, po zajęciu Krakowa przez armię Księstwa Warszawskiego oraz okresowo w latach 1815-1846, kiedy to obiekt zajmowała milicja Wolnego Miasta. W następnych latach stary odwach pełnił funkcję składnicy sprzętu pożarniczego, mieściły się tam stajnie szwoleżerów austriackich, aż w końcu ulokowano w nim miejską straż pożarną. W 1882 w miejscu dawnego wzniesiono nowy odwach, do którego przeniesiono na powrót wartownię ze zburzonej właśnie Wagi Wielkiej.
Za czasów austriackich, w 1846 roku wojsko ponownie powróciło do odwachu, który następnie wyburzono w 1879. W latach 1881–1882 wzniesiono nowy neogotycki odwach według projektu Macieja Moraczewskiego. Nowy budynek był rozleglejszy od poprzedniego. Posiadał piętrową wieżę z arkadowymi podcieniami. Mieściła się nie tylko wartownia, ale także komendantura miasta i garnizonu oraz areszt. W 1888 dobudowano taras od północnej strony wieży.
Odwach z rąk austriackich został zajęty przez jednostki polskie 31 października 1918 roku, kiedy Kraków stał się pierwszym wyzwolonym polskim miastem. Około godziny dziewiątej jeden z polskich oddziałów z Podgórza przybył na Rynek i wyrzucił z wartowni landsturmistów z 15 Pułku Opawskiego. Następnie odwach został udekorowany flagami narodowymi. Około godziny piętnastej odczytano i podpisano ostatecznie akt, w którym austriacka komenda wojskowa przekazywała władzę i wszystkie majątki wojskowe stronie polskiej. Od tego czasu aż do 22 października 1934 co dzień w południe odbywała się bardziej lub mniej uroczysta zmiana warty wojskowej, która stała się lokalną atrakcją.
Podczas II wojny światowej ratuszowy odwach był niemiecką wartownią.
Odwach ostatecznie zburzono w 1946 ze względu na pejoratywne skojarzenia krakowskiej społeczności z okupacją niemiecką w Krakowie.

## Galeria

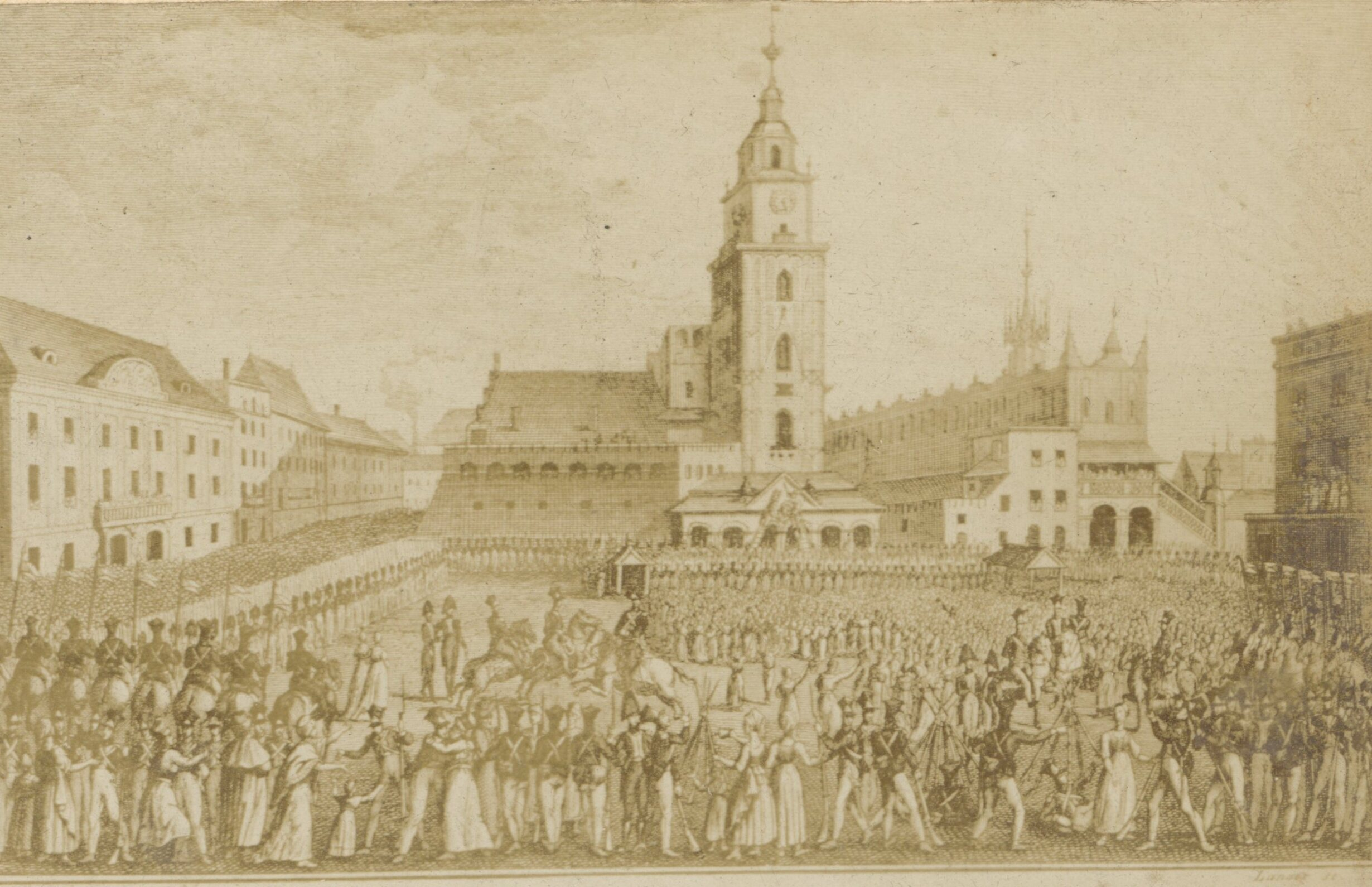
Stary klasycystyczny odwach z 1809
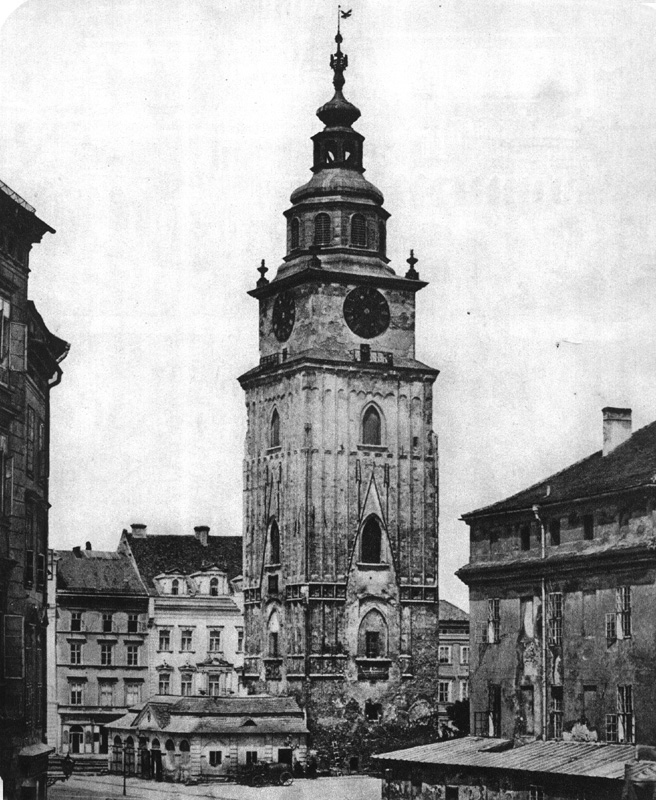
Stary odwach na zdjęciu Ignacego Kriegera z ok. 1870, z prawej strony fragment Wielkiej Wagi
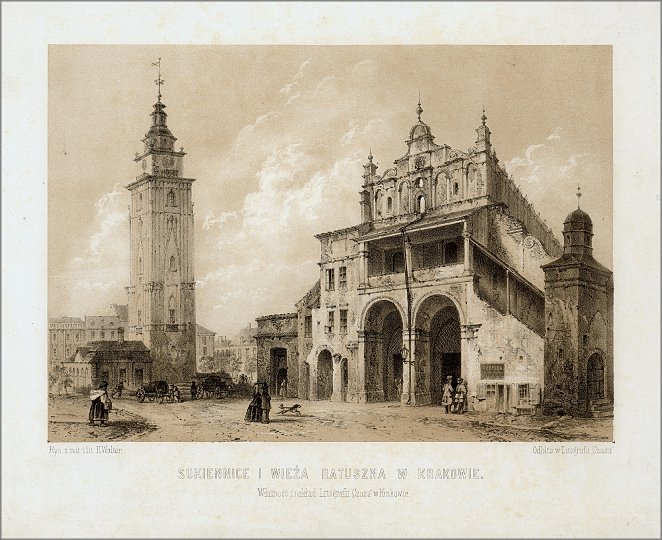
Stary odwach na litografii Henryka Waltera z ok. 1860-65
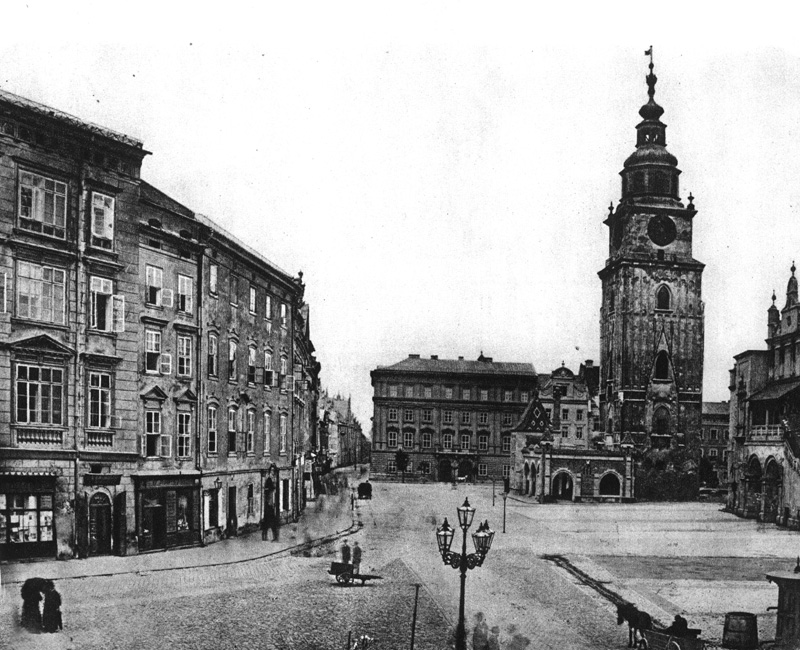
Nowy neogotycki odwach, zdjęcie Ignacego Kriegera z końca XIX wieku
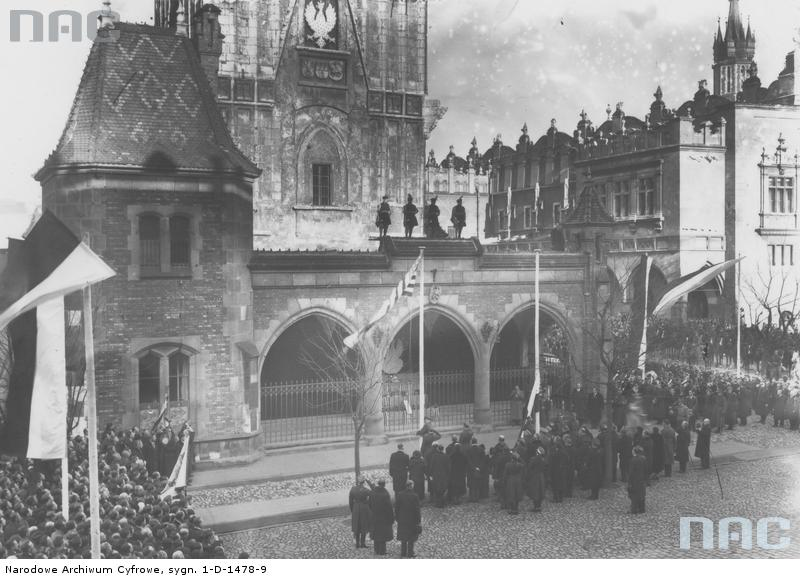
Nowy neogotycki odwach, zdjęcie z 1935